# Prohierodula grassei
Prohierodula grassei är en bönsyrseart som beskrevs av Roger Roy 1965. Prohierodula grassei ingår i släktet Prohierodula och familjen Mantidae. Inga underarter finns listade i Catalogue of Life.